# クリス・バウアー
クリス・バウアー（Chris Bauer, 本名：Mark Christopher Bauer, 1966年10月28日 - ）は、アメリカ合衆国の俳優。
ロサンゼルス出身。父親はドイツ系、母親はアイルランド系。サンディエゴ大学、アメリカン・アカデミー・オブ・ドラマティック・アーツ、イェール・スクール・オブ・ドラマに学ぶ。
テレビドラマに多く出演、『THE WIRE/ザ・ワイヤー』のフランク・ソボトカ役、『トゥルーブラッド』のアンディ・ベルフルーア役などで知られる。

## 主な出演作品

### 映画
- 家族という名の他人 The Myth of Fingerprints (1997)
- 愛さずにはいられない Fools Rush In (1997)
- スノーホワイト Snow White: A Tale of Terror (1997)
- フェイス/オフ Face/Off (1997)
- ワン・ナイト・スタンド One Night Stand (1997)
- ディアボロス/悪魔の扉 The Devil's Advocate (1997)
- クール・ドライ・プレイス A Cool, Dry Place (1998)
- 8mm 8mm (1999)
- クレイドル・ウィル・ロック Cradle Will Rock (1999)
- ギター弾きの恋 Sweet and Lowdown (1999)
- フローレス Flawless (1999)
- アニマル・ファクトリー Animal Factory (2000)
- ハイ・フィデリティ High Fidelity (2000)
- 61* 61* (2001) テレビ映画
- サンフランシスコの空の下 Taking Back Our Town (2001) テレビ映画
- ブロークン・フラワーズ Broken Flowers (2005)
- ベティ・ペイジ The Notorious Bettie Page (2005)
- バーナード・アンド・ドリス Bernard and Doris (2006)
- 父親たちの星条旗 Flags of Our Fathers (2006)
- 声をかくす人 The Conspirator (2010)
- トゥモローランド Tomorrowland (2015)
- マネーモンスター Money Monster (2016)
- ハドソン川の奇跡 Sully (2016)
- リトル・シングス The Little Things (2021)
- サンダーボルツ* Thunderbolts* (2025)

### テレビドラマ
- ロー&オーダー Law & Order (1992-2002)
- サード・ウォッチ Third Watch (1999-2004)
- THE WIRE/ザ・ワイヤー The Wire (2003)
- ジョニー・ゼロ Jonny Zero (2005)
- ロスト・ルーム The Lost Room (2006) ミニシリーズ
- スミス Smith (2006-2007)
- NUMBERS 天才数学者の事件ファイル Numb3rs (2007-2008)
- トゥルーブラッド True Blood (2008-2014)
- LAW & ORDER:性犯罪特捜班 Law & Order: Special Victims Unit (2009, 2017)
- アメリカン・クライム・ストーリー/O・J・シンプソン事件 American Crime Story (2016)
- DEUCE/ポルノストリート in NY The Deuce (2017)
- Law & Order True Crime (2017)
- FBI: 特別捜査班 FBI (2020)
- HOMELAND Homeland (2020)
- ヒール: レスラーズ Heels (2021-2023)